# شينيتشي تيرادا
شينيتشي تيرادا (باليابانية: 寺田 紳一) (10 يونيو 1985 في إباراكي في اليابان – )؛ هو لاعب كرة قدم ياباني سابق كان يلعب كلاعب وسط.

## وصلات خارجية
- شينيتشي تيرادا على موقع الاتحاد الدولي (مؤرشف)  (الإنجليزية)
- شينيتشي تيرادا على موقع رابطة كرة القدم اليابانية للمحترفين (اليابانية)
- شينيتشي تيرادا على موقع قاعدة بيانات كرة القدم.إي يو (الإنجليزية)
- شينيتشي تيرادا على موقع Soccerway.com (الإنجليزية)
- شينيتشي تيرادا على موقع عالم كرة القدم.نت (الإنجليزية)
- شينيتشي تيرادا على موقع كووورة